# Джуматский монастырь
Монастырь Джумати во имя архангелов Михаила и Гавриила (груз. ჯუმათის მონასტერი) — мужской монастырь Шемокмедской епархии Грузинской православной церкви, расположенный в Озургетском муниципалитете края (мхаре) Гурия Грузии. Он расположен в селе Дзириджумати на правом берегу реки Супса в 14 километрах от города Озургети.
В 2007 году монастырь был включён в список недвижимых культурных памятников национального значения Грузии.

## История
Монастырь состоит из церкви, посвященной архангелам Михаилу и Гавриилу, колокольни, стены и других монастырских построек. Время его постройки неизвестно. Грузинский учёный Дмитрий Бакрадзе полагал, что монастырь был основан и построен ещё до монастыря Шемокмеди. В монастыре находилась кафедра Джуматской епархии до её упразднения в 1833 году. В 1846 году церковь была отремонтирована, а в 1904 году была построена колокольня.
Джуматской монастырь был не только религиозным, но также и культурным центром края Гурия. Он был известен несколькими реликвиями, такими как особо ценные иконы и исторические документы. Две самые ценные чеканные иконы архангелов Михаила и Гавриила, декорированные медальонами из перегородчатой эмали, были обманом похищены фотографом Д. Сабин-Гусом, и затем приобретены частными коллекционерами. Часть фрагментов чеканных окладов в дальнейшем попала в музеи. В частности, в Эрмитаже хранятся 3 пластины с эмалевыми изображениями.
В 1921 году иконы и церковная утварь были реквизированы советской властью. В послевоенный период на территории монастыря размещалась военная часть, тогда колокольня была разрушена выстрелом из пушки. Затем в монастыре действовал пионерский лагерь.
21 ноября 1990 года монастырь был освящён и вновь открыт. В 1990-х годах для монастыря были построены новые келейные корпуса и церковь Сретения Господня.

## Архитектура
Церковь архангелов Михаила и Гавриила изначально была однонефной, в дальнейшем несколько раз перестраивалась. Южная стена, предположительно, первоначально имела пристройку по всей длине. Частично сохранилась фресковая роспись, самые старые фрагменты появились не позднее XIV века. Основная часть фресок датирована XVI—XVIII веками.
Сооружённая из камня колокольня имеет квадратную в плане форму. Второй круглый ярус имеет шесть оконных проёмов. Она частично разрушена.